# 정계선
정계선(鄭桂先, 1969년 ~)은 서울서부지방법원장, 헌법재판소 재판관 등을 지낸 대한민국의 법조인이다.

## 생애
1969년 충북 충주에서 태어나, 충주여자고등학교를 졸업하고 1987년 서울대학교 의예과에 입학하였으나 1988년 서울대학교 법과대학에 재입학했다.
출생지에 대해서는 충북 충주 외에 강원 양양, 충남 서천 등의 언론 보도가 엇갈렸으나, 2024년 12월 23일자 국회 인사청문회 당시 모두 발언에서 스스로를 충북 충주 출신으로 설명하였다.
저는 1969년, 충북 충주에서 2녀 1남 중 첫째로 태어났으며 …— 2024년 12월 24일, 헌법재판소 재판관후보자(정계선) 모두(冒頭)발언 요지

1993년 서울대학교 법과대학 공법학과를 졸업하고 1995년 사법시험에 수석합격하였다. 사법연수원을 27기로 수료한 뒤, 1998년 서울지방법원 판사로 임관 후 서울행정법원 및 서울남부지방법원 등을 거쳐 헌법재판소에서 파견 근무를 한 경험이 있으며, 여성 최초로 서울중앙지방법원 부패 전담부 재판장을 맡기도 하였다.
진보성향의 법관 단체 '우리법연구회'와 '국제인권법연구회'에서 모두 회장을 맡아 활동했고 다스 횡령 및 삼성 뇌물수수 등의 혐의로 구속기소된 이명박 전 대통령에게 제1심에서 징역 15년을 선고하였다. 2024년 1월에는 조희대 대법원장에 의해 서울서부지방법원장으로 임명되었다.
국회에서 선출하는 헌법재판소 재판관 후보 중 더불어민주당 몫으로 2024년 10월부터 유력하게 검토되었으며, 2024년 12월 26일에 국회에서 선출안이 가결되었고, 같은 달 31일에 최상목 대통령 권한대행에 의해 헌법재판소 재판관 임명안이 재가되었다. 2025년 1월 1일에 임기가 시작되어 1월 2일에 취임식을 치렀다.